# Piekło (Beskid Wyspowy)
Piekło – szczyt w południowo-wschodniej części Beskidu Wyspowego. Na mapie Geoportalu ma nazwę Kamera i wysokość 653 m. Wznosi się ponad miejscowościami Wysokie, Przyszowa i Długołęka-Świerkla.
Nazwa szczytu wywodzi się z XVI w., kiedy to w Przyszowej i Męcinie działali bracia polscy. Na górze tej odprawiali oni swoje praktyki religijne, a miejscowa ludność, posądzając ich o kontakty z szatanem, nazwała miejsce ich spotkań piekłem.
Na jego szczycie jest punkt triangulacyjny, a stoki porasta las Kamera.

## Przypisy

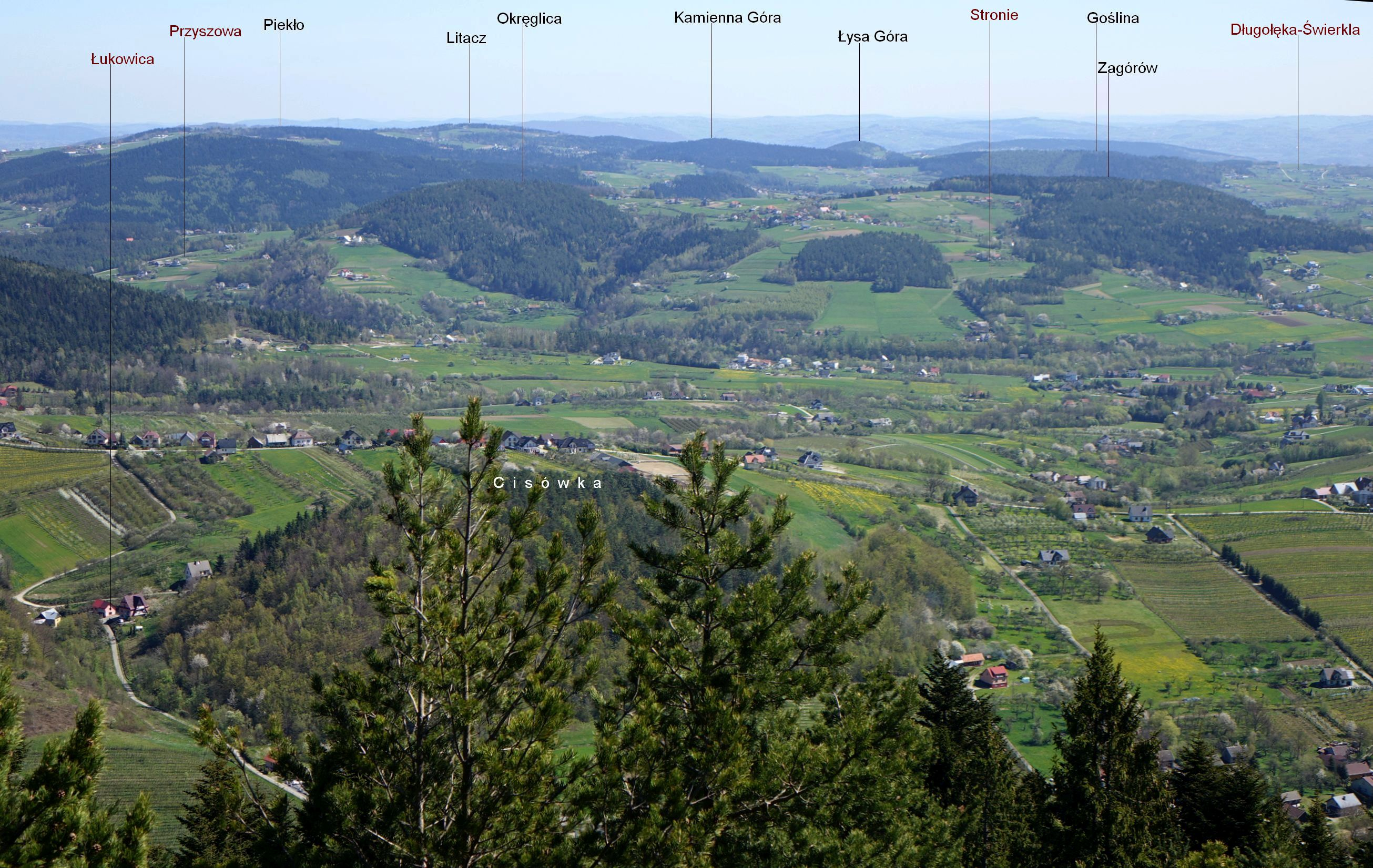
Widok z wieży widokowej na Skiełku